# زينب بنت جحش
زَيْنَبُ بِنْتُ جَحْشِ الأسدية (وُلدت في مكة سنة 32 ق.هـ - وتُوفيت في المدينة المنورة سنة 20 هـ أو 21 هـ) هي إحدى زوجات النبي محمد، وابنة عمته أميمة بنت عبد المطلب، وإحدى أمهات المؤمنين. وُلدت في مكة قبل الهجرة بـ 33 سنة ونشأت بها. أسلمت قديمًا، وكانت من أوائل المهاجرات إلى المدينة المنورة، وكانت متزوجة من زيد بن حارثة.
تزوجها النبي بعد طلاقها من متبنَّاه السابق زيد بن حارثة، بعد أن أجاز الوحي زواج الرجال من زوجات أدعيائهم، فيما يعده المسلمون زواجًا بأمرٍ من الله، فكانت زينب تفخر على نساء النبي وتقول: «زوجكنَّ أهليكنَّ وزوجني الله  من فوق سبع سموات».
شَهِدَت غزوة الطائف وغزوة خيبر، وشاركت في حَجَّة الوداع، ولم تَحُجَّ بعد وفاة النبي، ولزِمَت بيتها حتى تُوفِّيَت. وكانت وفاتها في المدينة المنورة سنة 20 هـ، وقيل 21 هـ، وكانت أوَّل زوجات النبي لَحَاقًا به، وصَلَّى عليها عمر بن الخطاب، ودُفِنَت بالبقيع.
عُرِفَ عن زينبٍ حبُّها للخير وكثرة تصدُّقها، حتى عُرفت بـ «أُمِّ المساكين»، وكانت زاهدةً في الدُّنيا. وقد روت عن النبي طائفةً من الأحاديث، وروى عنها ابن أخيها محمد بن عبد الله، والقاسم بن محمد، وكلثوم بن المصطلق الخزاعي، وأم حبيبة، وزينب بنت أبي سلمة.

## نسبها ونشأتها

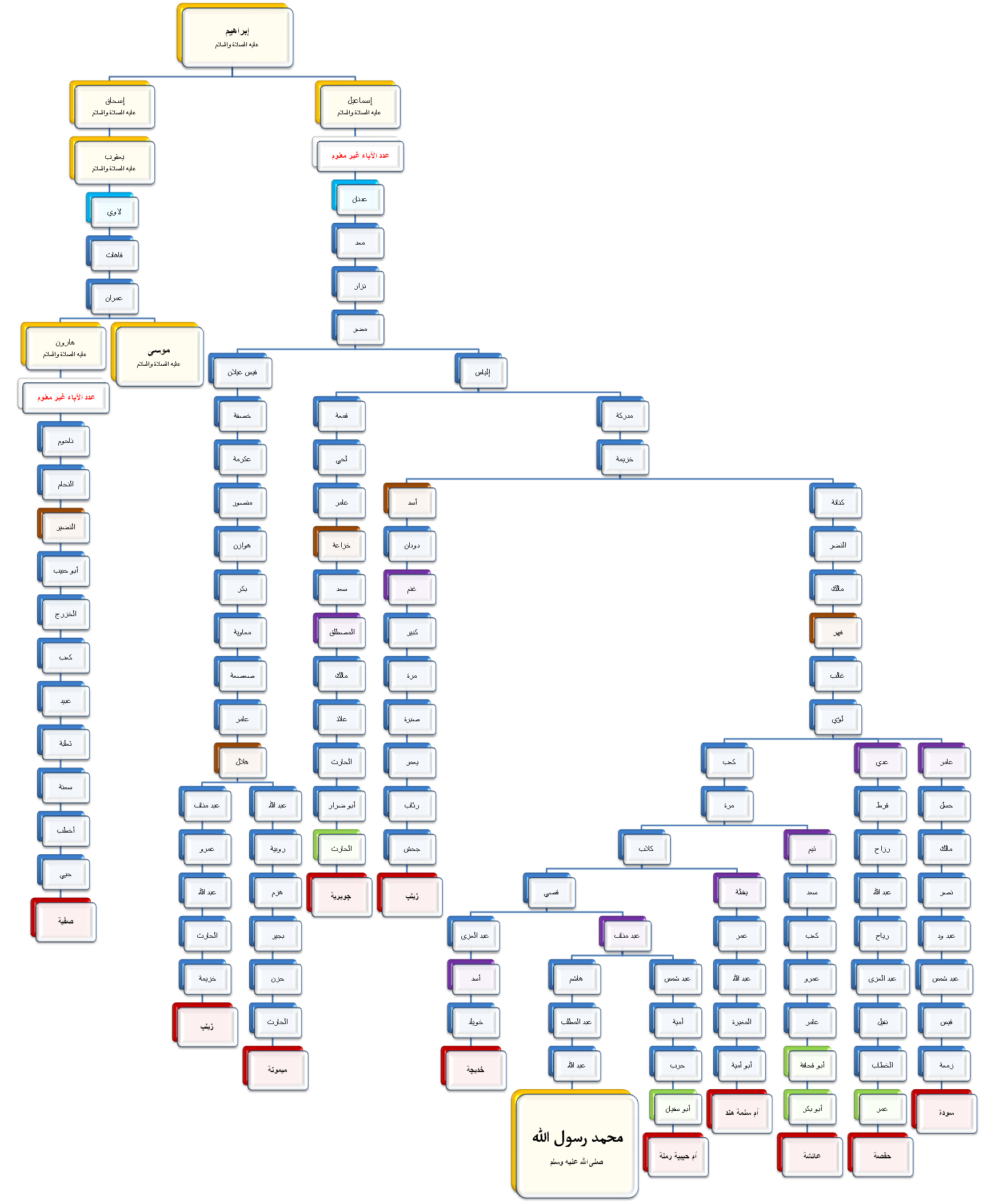
شجرة نسبِ زينب والتقائه بنسب النبي وبأنساب باقي أمهات المؤمنين.

هي زَيْنَبُ بِنْتُ جَحْش بْنِ رِيَاب بْنِ يعمر بن صبرة بن مرة بن كبير بن غنم بْنِ دُودَانَ بْنِ أَسَدِ بْنِ خُزَيْمَةَ. وأُمُّهَا هي عمة النبي محمد أميمة بِنْت عَبْد المُطَّلِب بْن هاشم بن عبد مناف بن قصي.
اِسمها «زَيْنَبُ»، وتكنى «أمَّ الحكم»، وقيل كان اسمها «بَرَّة»، فلما دخل عليها النبي سماها زينب، وقيل بأنها وُلدت في مكة قبل الهجرة النبوية بـ 33 سنة.
وإِخْوَتها وَأَخَوَاتها هم:
- عبد الله بن جحش، صحابي، كان من السابقين إلى الإسلام، هاجر إلى الحبشة، ثم هاجر إلى المدينة، وشارك في غزوة بدر، واستشهد في غزوة أحد.[24]
- عبيد الله بن جحش، كان زوجًا لأم المؤمنين أم حبيبة بنت أبي سفيان، فأنجبت له حبيبة، وتزوج النبي من أم حبيبة بعده.[25]
- أبو أحمد بن جحش، كان من السابقين إلى الإسلام، وكان إسلامه قبل أن يدخل النبي دار الأرقم.[26]
- حمنة بنت جحش، أسلمت وبايعت رسول الله، وكانت زوجة مصعب بن عمير واستشهد عنها في غزوة أحد، فتزوجها طلحة بن عبيد الله، فأنجبت له محمد بن طلحة وعمران بن طلحة.[27]
- حبيبة بنت جحش، وقيل اسمها أم حبيب، وقيل أم حبيبة، كانت تحت عبد الرحمن بن عوف، ولم تنجب له.[28]

## إسلامها وهجرتها
أسلمت زينب بنت جحش قديمًا وبايعت، ولم تذكر كتب التراجم قصة إسلامها، قيل بأنها هاجرت إلى الحبشة، ثم عادت إلى مكة، حيث ورد في كتاب «شهداء الإسلام في عهد النبوة» ما نصه: «وكان على رأس بني جحش عبد الله بن جحش سيد الحي، دعا رسول الله دعوته فآمن به قبل أن يدخل رسول الله دار الأرقم ثم أمرهم رسول الله بالهجرة إلى الحبشة فهاجر هو وأخوه أبو أحمد وأخواتهما زينب وحمنة وأم حبيبة ثم حين عادوا إلى مكة أمرهم الرسول، صلى الله عليه وسلم، بالهجرة إلى يثرب فهاجر الحي بأكلمه، من ذهب منهم إلى الحبشة ومن لم يذهب».
بينما استبعد البعض أن تكون زينب قد هاجرت إلى الحبشة، بسبب عدم وجود أي دليل أو رواية تثبت صحة ذلك، كما لم يرد اسمها ضمن أسماء المهاجرين، وقيل بأنها بقيت في مكة وقت هجرة المسلمين إلى الحبشة. وقد هاجرت إلى يثرب بعد هجرة النبي إليها، وكانت من المهاجرات الأُوَل.

## زيجاتها

### زواجها وطلاقها من زيد
يُروى أنَّ زينب تقدم لخطبتها رجال من قريش، فأرسلت زينب إلى النبي تستشيره، فاختار لها النبي زيد بن حارثة زوجًا، فقالت: «أنا ابنة عمتك يا رسول الله، فلا أرضاه لنفسي»، فأنزل الله: ﴿وَمَا كَانَ لِمُؤْمِنٍ وَلَا مُؤْمِنَةٍ إِذَا قَضَى اللَّهُ وَرَسُولُهُ أَمْرًا أَنْ يَكُونَ لَهُمُ الْخِيَرَةُ مِنْ أَمْرِهِمْ﴾، فأرسلت زينب إلى النبي، ورضيت بذلك، وجعلت أمرها للنبي، فزوجها من زيد بن حارثة، وساق لها رسول الله عشرة دنانير، وستين درهمًا، وخمارًا، ودرعًا، وإزارًا، وملحفة، وخمسين مُدًّا من طعام، وثلاثين صاعًا من تمر. وكان هذا الزواج مثالًا لتحطيم الفوارق الطبقيَّة الموروثة قبل الإسلام، إذ إنَّ زيدًا -وهو أحد الموالي- تزوّجَ زينبَ التي كانت من طبقة السادة الأحرار.
مكثت زينب عند زيد قريبًا من سنة أو فوقها، ثم وقع بينهما الخلاف، فهمّ زيد بتطليقها، فردّه النبي قائلًا: «أَمْسِكْ عَلَيْكَ زَوْجَكَ وَاتَّقِ اللَّهَ»، ثم طلقها زيد. قال أبو بكر بن العربي: «إنما قال  لزيد أمسك عليك زوجك، اختبارًا لما عنده من الرغبة فيها أو عنها، فلما أطلعه زيد على ما عنده منها من النفرة التي نشأت من تعاظمها عليه أذن له في طلاقها».

### زواجها من النبي

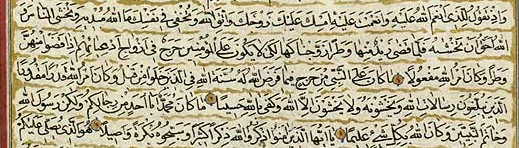
الآيات من سورة الأحزاب (37: 40) التي نزلت بزواج النبي من زينب بنت جحش. تعود هذه اللقطة الممسوحة ضوئيًا إلى العام 1874.

بعد طلاق زينب من زيد بن حارثة، وانقضاء عِدَّتها، نزلت الآية التي تزوج فيها النبي من زينب، قال تعالى: ﴿وَإِذْ تَقُولُ لِلَّذِي أَنْعَمَ اللَّهُ عَلَيْهِ وَأَنْعَمْتَ عَلَيْهِ أَمْسِكْ عَلَيْكَ زَوْجَكَ وَاتَّقِ اللَّهَ وَتُخْفِي فِي نَفْسِكَ مَا اللَّهُ مُبْدِيهِ وَتَخْشَى النَّاسَ وَاللَّهُ أَحَقُّ أَنْ تَخْشَاهُ فَلَمَّا قَضَى زَيْدٌ مِنْهَا وَطَرًا زَوَّجْنَاكَهَا لِكَيْ لَا يَكُونَ عَلَى الْمُؤْمِنِينَ حَرَجٌ فِي أَزْوَاجِ أَدْعِيَائِهِمْ إِذَا قَضَوْا مِنْهُنَّ وَطَرًا وَكَانَ أَمْرُ اللَّهِ مَفْعُولًا ۝٣٧﴾ [الأحزاب:37]، فجاء أن النبي كان جالسًا يتحدث مع عائشة، فأخذته غشية، فسُرّيَ عنه، وهو يبتسم، ويقول: «من يذهب إلى زينب، ويبشرها أن الله قد زوجنيها من السماء». ورُويَ أن النبي أرسل زيد بن حارثة لزينب، وقال له: «مَا أَجِدُ أَحَدًا أَوْثَقَ فِي نَفْسِي مِنْكَ، اذهب، فاذكرني لها»، يقول زيد: «فلما قال ذلك عظمت في نفسي، فذهبت إليها، فجعلت ظهري إلى الباب، فقلت: يا زينب أبشري، فإن رسول الله  يخطبك»، ففرحت بذلك، وقالت: «ما أنا بصانعةٍ شيئًا، أو ما كنت لأحدث شيئًا، حتى أُؤامر ربي ». فقامت إلى مسجد لها فصلت ركعتين، وناجت ربها، فقالت: 
اللهم إنَّ رسولك يخطبني، فإن كنت أهلًا له، فزوجني منه. 
فنزل الوحي بقوله تعالى: ﴿وَإِذْ تَقُولُ لِلَّذِي أَنْعَمَ اللَّهُ عَلَيْهِ وَأَنْعَمْتَ عَلَيْهِ أَمْسِكْ عَلَيْكَ زَوْجَكَ وَاتَّقِ اللَّهَ وَتُخْفِي فِي نَفْسِكَ مَا اللَّهُ مُبْدِيهِ وَتَخْشَى النَّاسَ وَاللَّهُ أَحَقُّ أَنْ تَخْشَاهُ فَلَمَّا قَضَى زَيْدٌ مِنْهَا وَطَرًا زَوَّجْنَاكَهَا لِكَيْ لَا يَكُونَ عَلَى الْمُؤْمِنِينَ حَرَجٌ فِي أَزْوَاجِ أَدْعِيَائِهِمْ إِذَا قَضَوْا مِنْهُنَّ وَطَرًا وَكَانَ أَمْرُ اللَّهِ مَفْعُولًا ۝٣٧﴾ [الأحزاب:37]، فجاء رسول الله حتى دخل عليها بغير إذن. وكانت تلك الآية تشريعًا يسمح بزواج الرجل من طليقة متبناه.
ورُوي عن ابن عبّاس أنَّ زينبَ لما أُخبِرَت بتزويج رسول الله لها سجدت. كما ذكر البلاذري عن عمرو الناقد أنَّ زينب لما بُشِّرَت بتزويج الله نبيه إياها، ونزول الآية في ذلك، جعلت على نفسها صوم شهرين شكرًا لله، وأعطت من بشَّرها حليًا كان عليها. كما ذكر الماوردي عن الضحاك: «فتزوجها رسول الله صلى الله عليه وسلم، وكان يومئذٍ في عُسرةٍ، فأصدقها قربةً وعباءةً ورحى اليد ووسادةً حشوها ليف، وكانت الوليمة تمرًا وسَويقًا».
وكان زواجها من رسول الله لِهِلال ذي القعدة سنة 5 هـ، وهي يومئذٍ بنت خمس وثلاثين سنة. وروى ابن سعد أن عائشة سُئلت: «متى تزوّج رسول الله صلى الله عليه وسلم زينب بنت جحش؟»، قالت: «مرجعنا من غزوة المريْسِيع أو بعده بيسير». وقيل إن النبي تزوجها سنة 3 هـ، ويقال تزوجها سنة 4 هـ، وقال ابن إسحاق: تزوجها رسول الله بعد أم سلمة. قال ابن كثير الدمشقي في «البداية والنهاية»: «قَالَ قَتَادَةُ وَالْوَاقِدِيُّ وَبَعْضُ أَهْلِ الْمَدِينَةِ تَزَوَّجَهَا  سَنَةَ خَمْسٍ زَادَ بَعْضُهُمْ فِي ذِي الْقَعْدَةِ. وقَالَ الْحَافِظُ الْبَيْهَقِيُّ تَزَوَّجَهَا بَعْدَ غزوةِ بَنِي قُرَيْظَةَ. وَقَالَ خَلِيفَةُ بْنُ خِيَاطٍ وَأَبُو عُبَيْدَةَ مَعْمَرُ بْنُ الْمُثَنَّى وَابْنُ مَنْدَهْ تَزَوَّجَهَا سَنَةَ ثَلَاثٍ وَالْأَوَّلُ أَشْهَرُ».
وبعد زواج النبي من زينب، تكلَّم المنافقون، فقالوا: حرَّم محمد نساء الولد، وقد تزوَّج امرأة ابنه. فنزل الوحي بقوله تعالى: ﴿مَا كَانَ مُحَمَّدٌ أَبَا أَحَدٍ مِنْ رِجَالِكُمْ وَلَكِنْ رَسُولَ اللَّهِ وَخَاتَمَ النَّبِيِّينَ وَكَانَ اللَّهُ بِكُلِّ شَيْءٍ عَلِيمًا ۝٤٠﴾ وبقوله تعالى: ﴿ادْعُوهُمْ لِآبَائِهِمْ هُوَ أَقْسَطُ عِنْدَ اللَّهِ فَإِنْ لَمْ تَعْلَمُوا آبَاءَهُمْ فَإِخْوَانُكُمْ فِي الدِّينِ وَمَوَالِيكُمْ وَلَيْسَ عَلَيْكُمْ جُنَاحٌ فِيمَا أَخْطَأْتُمْ بِهِ وَلَكِنْ مَا تَعَمَّدَتْ قُلُوبُكُمْ وَكَانَ اللَّهُ غَفُورًا رَحِيمًا ۝٥﴾ [الأحزاب:5].
ولما خرج النبي إلى غزوة الطائف كانت معه من أمهات المؤمنين اثنتان؛ إحداهما أم سلمة، وذكر الواقدي أنّ الأخرى زينب بنت جحش، فضُربت لهما قبتان، وصلى النبي بين القبتين. كما شاركت زينب في غزوة خيبر، وأطعمها النبي بخَيْبَر ثمانين وَسْقًا تمرًا وعشرين وَسْقًا قمحًا، ويقال: شعيرًا. كما كانت مع الرسول في حجة الوداع. ثم إنها بعد وفاة النبي عام 11 هـ لزمت بيتها، وكان كل نساء النبي، يحججن إلا سودة بنت زمعة وزينب بنت جحش، قالتا: «لا تحركنا دابة بعد رسول الله صلى الله عليه وسلم».

## مناقبها
كان لزينب عند النبي مكانة رفيعة، فقد قالت أم المؤمنين عائشة عنها: «كانت زينب هي التي تساميني من أزواج النبي، ولم أرَ امرأةً قطُّ خيرًا في الدين من زينب، وأتقى لله، وأصدق حديثًا، وأوصل للرحم، وأعظم صدقةً، وأشدَّ ابتذالاً لنفسها في العمل الذي يُتصدَّق به، ويُتقرب به إلى الله، ما عدا سَوْرة من حدَّةٍ كانت فيها تُسرع منها الفيئة»، وقد وصفها النبي بأنها أوَّاهة(1). وعُرف عنها حبها للخير وكثرة تصدُّقها، حتى عُرفت بأم المساكين، وعُرف عنها أيضًا زُهدها في الدنيا، وكانت تفتخر على نساء النبي وتقول: «زوجكن أهليكن وزوجني الله  من فوق سبع سموات»، وقد رُوي أن زينب قالت للنبي: «أنا أعظم نسائك عليك حقًا، أنا خيرهنَّ مَنكحًا، وأكرمُهنَّ سترًا، وأقربهنَّ رحمًا، وزوجنيك الرحمن من فوق عرشه، وكان جبريل عليه السلام هو السفير بذلك، وأنا بنت عمتك، ليس لك من نسائك قريبة غيري». ورُوي عن عاصم الأحول أنَّ رجلًا من بني أسد فاخر رجلًا، فقال الأسدي: هل منكم امرأة زوجها الله من فوق سبع سماوات؟ يعني زينب بنت جحش.
كما كانت آية الحجاب: ﴿يَا أَيُّهَا الَّذِينَ آمَنُوا لَا تَدْخُلُوا بُيُوتَ النَّبِيِّ إِلَّا أَنْ يُؤْذَنَ لَكُمْ إِلَى طَعَامٍ غَيْرَ نَاظِرِينَ إِنَاهُ وَلَكِنْ إِذَا دُعِيتُمْ فَادْخُلُوا فَإِذَا طَعِمْتُمْ فَانْتَشِرُوا وَلَا مُسْتَأْنِسِينَ لِحَدِيثٍ إِنَّ ذَلِكُمْ كَانَ يُؤْذِي النَّبِيَّ فَيَسْتَحْيِي مِنْكُمْ وَاللَّهُ لَا يَسْتَحْيِي مِنَ الْحَقِّ وَإِذَا سَأَلْتُمُوهُنَّ مَتَاعًا فَاسْأَلُوهُنَّ مِنْ وَرَاءِ حِجَابٍ ذَلِكُمْ أَطْهَرُ لِقُلُوبِكُمْ وَقُلُوبِهِنَّ وَمَا كَانَ لَكُمْ أَنْ تُؤْذُوا رَسُولَ اللَّهِ وَلَا أَنْ تَنْكِحُوا أَزْوَاجَهُ مِنْ بَعْدِهِ أَبَدًا إِنَّ ذَلِكُمْ كَانَ عِنْدَ اللَّهِ عَظِيمًا ۝٥٣﴾ [الأحزاب:53] في شأن وليمة عرسها على النبي، حيث أطال بعض القوم المقام بعد الوليمة، فنزلت تلك الآية.
وروى البخاري وغيره أنّ النبي كان يَمْكُثُ عند زينب يشرب عندها عسلًا، فتواصت عائشة بنت أبي بكر وحفصة بنت عمر أن أيتهما دخل عليها النبي فلتقل: «إِنِّي أَجِدُ مِنْكَ رِيحَ مَغَافِيرَ، أَكَلْتَ مَغَافِيرَ(2)»، فدخل على إحداهما، فقالت له ذلك، فقال: «لاَ، بَلْ شَرِبْتُ عَسَلًا عِنْدَ زَيْنَبَ بِنْتِ جَحْشٍ، وَلَنْ أَعُودَ لَهُ»، فنزلت آية: ﴿يَا أَيُّهَا النَّبِيُّ لِمَ تُحَرِّمُ مَا أَحَلَّ اللَّهُ لَكَ تَبْتَغِي مَرْضَاةَ أَزْوَاجِكَ وَاللَّهُ غَفُورٌ رَحِيمٌ ۝١ قَدْ فَرَضَ اللَّهُ لَكُمْ تَحِلَّةَ أَيْمَانِكُمْ وَاللَّهُ مَوْلَاكُمْ وَهُوَ الْعَلِيمُ الْحَكِيمُ ۝٢ وَإِذْ أَسَرَّ النَّبِيُّ إِلَى بَعْضِ أَزْوَاجِهِ حَدِيثًا فَلَمَّا نَبَّأَتْ بِهِ وَأَظْهَرَهُ اللَّهُ عَلَيْهِ عَرَّفَ بَعْضَهُ وَأَعْرَضَ عَنْ بَعْضٍ فَلَمَّا نَبَّأَهَا بِهِ قَالَتْ مَنْ أَنْبَأَكَ هَذَا قَالَ نَبَّأَنِيَ الْعَلِيمُ الْخَبِيرُ ۝٣ إِنْ تَتُوبَا إِلَى اللَّهِ فَقَدْ صَغَتْ قُلُوبُكُمَا وَإِنْ تَظَاهَرَا عَلَيْهِ فَإِنَّ اللَّهَ هُوَ مَوْلَاهُ وَجِبْرِيلُ وَصَالِحُ الْمُؤْمِنِينَ وَالْمَلَائِكَةُ بَعْدَ ذَلِكَ ظَهِيرٌ ۝٤﴾ [التحريم:1–4].

## روايتها للحديث النبوي
تُعَدَُ زينبُ بنت جحش من رواة الحديث النبوي، فقد:
- روت عَن النَّبِيِّ.[18][50]

- وروى عنها: القاسم بن مُحَمَّد بْن أَبي بكر مُرْسلًا، وكلثوم بن المصطلق الخزاعي، وابن أخيها محمد بن عَبد الله بن جحش، ومولاها مذكور، وزينب بنت أبي سلمة ربيبة النَّبِيّ، وأم حبيبة بنت أبي سُفْيَان زوج النَّبِيّ. كما روى لها الجماعة،[18][50] ولزينب أحد عشر حديثًا، اِتَّفقَ البخاري ومسلم على حديثين روتهما.[51][52]

## وفاتها

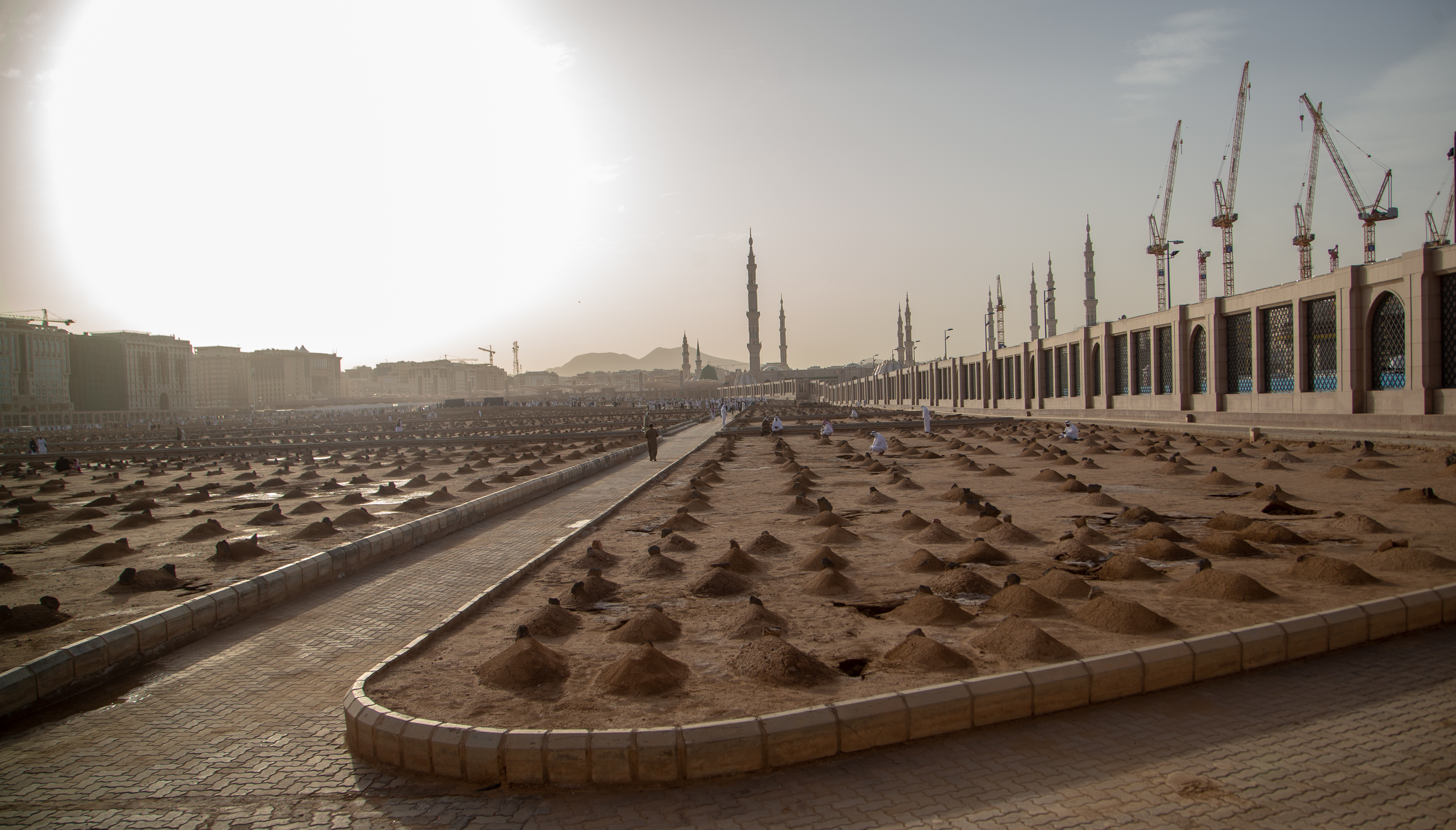
مقبرة البقيع حيث دفنت زينب.

تُوُفِّيَتْ زينب بنت جحش سنة 20 هـ، حسب المشهور، وقيل: بل تُوُفِّيَتْ سنة 21 هـ، وفيها افتتحت الإسكندرية، وكان لها من العمر 53 سنة، وهي أوَّل نساء النبي لحَاقًا به. وروى مسلم في صحيحه عن عائشة بنت أبي بكر أنها قالت: «قَالَ رَسُولُ اللهِ صلى الله عليه وسلم: «أَسْرَعُكُنَّ لَحَاقًا بِي أَطْوَلُكُنَّ يَدًا» قَالَتْ: فَكُنَّ يَتَطَاوَلْنَ أَيَّتُهُنَّ أَطْوَلُ يَدًا، قَالَتْ: فَكَانَتْ أَطْوَلَنَا يَدًا زَيْنَبُ، لِأَنَّهَا كَانَتْ تَعْمَلُ بِيَدِهَا وَتَصَدَّقُ».
وقد رُوي أنها حين حضرتها الوفاة قالت: «إني أعددت كفني، فإن بعث عمر لي بكفنٍ فتصدقوا بأحدهما، وإن استطعتم إذا دليتموني أن تتصدقوا بحقوتي فافعلوا»، وقد ماتت ولم تترك درهمًا ولا دينارًا، كما روى ابن كعبٍ أنّ زينب أوصت أن لا تتبع بنار، ورُوي عن محمّد بن إبراهيم بن الحارث التَّيْميّ قال: «أوصت زينب بنت جحش أن تُحمل على سرير رسول الله صلى الله عليه وسلم، ويجعل عليه نعش، وقبل ذلك حُمل عليه أبو بكر الصّدّيق، وكانت المرأة إذا ماتت حُمِلَتْ عليه حتى كان مروان بن الحَكَم فمنع أن يُحمل عليه إلاّ الرجل الشّريف، وفرّق سُررًا في المدينة تحمل عليها الموتى».
وحُفر لها بالبَقِيع عند دار عَقيل فيما بين دار عقيل ودار ابن الحنفيّة، وصلى عليها عمر بن الخطاب، وأنزلها في قبرها ابن أخيها محمد بن عبد الله بن جحش، وأسامة بن زيد، وابن أخيها عبد الله بن أبي أحمد بن جحش، وابن أختها محمد بن طلحة بن عبيد الله، ونقل اللبن من السُّمينة فوضع عند القبر، وكان يومًا صائفًا، وأمر عمر بفُسطاط فضرب بالبَقيع على قبرها لشدّة الحرّ يومئذٍ فكان أوّل فُسطاطٍ ضرب على قبرِ بالبقيع. وذكر ابن سعد «أَخْبَرَنَا عَارِمُ بْنُ الْفَضْلِ. حَدَّثَنَا حَمَّادُ بْنُ زَيْدٍ. حَدَّثَنَا أَيُّوبُ عَنْ نَافِعٍ وَغَيْرِهِ أَنَّ الرِّجَالَ وَالنِّسَاءَ كَانُوا يَخْرُجُونَ بِهِمْ سَوَاءً. فَلَمَّا مَاتَتْ زَيْنَبُ بِنْتُ جَحْشٍ أَمَرَ عُمَرُ مُنَادِيًا فَنَادَى: ألا لا يَخْرُجُ عَلَى زَيْنَبَ إِلا ذُو رَحِمٍ مِنْ أَهْلِهَا. فَقَالَتْ بِنْتُ عُمَيْسٍ: يَا أَمِيرَ الْمُؤْمِنِينَ أَلا أُرِيكَ شَيْئًا رَأَيْتُ الْحَبَشَةَ تَصْنَعُهُ لِنِسَائِهِمْ؟ فَجَعَلَتْ نَعْشًا وَغَشَّتْهُ ثَوْبًا. فَلَمَّا نَظَرَ إِلَيْهِ قَالَ: مَا أَحْسَنَ هَذَا! مَا أَسْتَرَ هَذَا! فَأَمَرَ مُنَادِيًا فَنَادَى أَنِ اخْرُجُوا عَلَى أُمِّكُمْ».
وقد بيع منزلها للوليد بن عبد الملك حين عزم على توسعة المسجد النبوي بخمسين ألف درهم.

## طالع أيضًا
- النبي محمد
- أم سلمة
- سودة بنت زمعة
- زيد بن حارثة

## الهوامش
- «1»: الأوَّاه: الْخَاشِعُ الْمُتَضَرِّعُ كثير الدعاء،[6] وقيل الأوّاه: الرحيم، وقيل الموقن. انظر تفسير الطبري في قوله تعالى: {إن إبراهيم لأواه حليم} -التوبة/114-
- «2»: المغافيرُ: هو صَمغٌ حُلوُ المذاقِ له رائحةٌ كريهةٌ.[60][61]

### فهرس المراجع
1. ↑  الخراط (1998)، ص. 17.
2. 1 2  الزركلي، خير الدين (أيار / مايو 2002 م). الأعلام (ط. الخامسة عشر). دار العلم للملايين. ج. الجُزء الثالث. ص. 66. مؤرشف من الأصل في 2021-08-25. {{استشهاد بكتاب}}: تحقق من التاريخ في: |تاريخ= (مساعدة)
3. 1 2 3  ابن الأثير (1994). أسد الغابة في معرفة الصحابة. تحقيقُ: علي محمد معوض - عادل أحمد عبد الموجود (ط. الأولى). دار الكتب العلمية. ج. الجُزء السابع. ص. 126. مؤرشف من الأصل في 2021-08-28.
4. 1 2 3  الخراط (1998)، ص. 67-68.
5. 1 2 3  "السيدة زينب بنت جحش رضي الله عنها". دار الإفتاء المصرية. مؤرشف من الأصل في 2020-11-12.
6. 1 2 3 4 5 6 7 8 9  "زينب بنت جحش رضي الله عنها". موقع قصة الإسلام. 1 مايو 2006. مؤرشف من الأصل في 2021-01-22.
7. 1 2 3  انظر:

  - إعداد: مجموعة من الباحثين بإشراف الشيخ عَلوي بن عبد القادر السقاف (تم تحميله في/ ربيع الأول 1433 هـ). الموسوعة العقدية. شبكة الدرر السنية. ج. ج. 7. ص. 455. مؤرشف من الأصل في 5 يناير 2022. {{استشهاد بكتاب}}: تحقق من التاريخ في: |تاريخ النشر= (مساعدة)

  - "سادسًا: فضل زينب بنت جحش رضي الله عنها". شبكة الدرر السنية. مؤرشف من الأصل في 2018-10-17. اطلع عليه بتاريخ 2021-09-11.
8. 1 2  ابن سعد (1990)، ج. 8، ص. 85.
9. 1 2  محمد بن جرير بن يزيد بن كثير بن غالب الآملي، أبو جعفر الطبري (1387 هـ). تاريخ الطبري (ط. الثانية). بيروت: دار التراث. ج. الجُزء الثالث. ص. 83. مؤرشف من الأصل في 3 فبراير 2021. {{استشهاد بكتاب}}: تحقق من التاريخ في: |تاريخ النشر= (مساعدة)
10. ↑  الخراط (1998)، ص. 73.
11. 1 2  الهيثمي، نور الدين؛ تحقيقُ: حسام الدين القدسي (1414 هـ، 1994 م). مجمع الزوائد ومنبع الفوائد. القاهرة: مكتبة القدسي. ج. الجُزء الثالث. ص. 214. مؤرشف من الأصل في 29 سبتمبر 2021. {{استشهاد بكتاب}}: تحقق من التاريخ في: |تاريخ النشر= (مساعدة)
12. 1 2  سعيد أيوب. زوجات النبي (ص). دار الهادي. ص. 45. مؤرشف من الأصل في 2021-11-04.
13. 1 2  ابن عبد البر (1412 هـ - 1992 م). الاستيعاب في معرفة الأصحاب. تحقيقُ: علي محمد البجاوي (ط. الأولى). بيروت: دار الجيل. ج. الجُزء الرابع. ص. 1851. مؤرشف من الأصل في 2021-09-15. {{استشهاد بكتاب}}: تحقق من التاريخ في: |تاريخ النشر= (مساعدة)
14. 1 2 3 4  الخراط (1998)، ص. 125-130.
15. 1 2  الخراط (1998)، ص. 42.
16. 1 2  "أم المساكين لقب لثلاث من زوجات النبي صلى الله عليه وسلم - إسلام ويب - مركز الفتوى". إسلام ويب. مؤرشف من الأصل في 2021-09-11. اطلع عليه بتاريخ 2021-09-11.
17. 1 2  الخراط (1998)، ص. 43-44.
18. 1 2 3 4  الخراط (1998)، ص. 63.
19. 1 2  ابن سعد (1990)، ج. 8، ص. 80.
20. ↑  ابن عبد البر (1412 هـ - 1992 م). الاستيعاب في معرفة الأصحاب. تحقيقُ: علي محمد البجاوي (ط. الأولى). بيروت: دار الجيل. ج. الجُزء الرابع. ص. 1849. مؤرشف من الأصل في 2021-09-15. {{استشهاد بكتاب}}: تحقق من التاريخ في: |تاريخ النشر= (مساعدة)
21. ↑  مسلم بن الحجاج؛ تحقيقُ: محمد فؤاد عبد الباقي. صحيح مسلم. بيروت: دار إحياء التراث العربي. ج. الجُزء الثالث. ص. 1687. مؤرشف من الأصل في 2021-09-29.
22. ↑  محمد بن إبراهيم بن إبراهيم بن حسان. سلسلة مصابيح الهدى. المكتبة الشاملة. ج. الجُزء الخامس. ص. 4. مؤرشف من الأصل في 2021-11-01.
23. ↑  "7- زينب بنت جحش رضي الله عنها". إسلام ويب. 03/12/2007. مؤرشف من الأصل في 2021-07-11. {{استشهاد ويب}}: تحقق من التاريخ في: |تاريخ النشر= (مساعدة)
24. ↑  "عبد الله بن جحش". موقع قصة الإسلام. 12:00-2006/05/01. مؤرشف من الأصل في 2021-09-09. {{استشهاد ويب}}: تحقق من التاريخ في: |تاريخ النشر= (مساعدة)
25. ↑  الخراط (1998)، ص. 26.
26. ↑  الخراط (1998)، ص. 28.
27. ↑  "حمنة بنت جحش". موقع قصة الإسلام. 12:00-2006/05/01. مؤرشف من الأصل في 2021-09-11.
28. ↑  زين الدين عبد الرحمن بن أحمد بن رجب بن الحسن، السَلامي، البغدادي، ثم الدمشقي، الحنبلي (1417 هـ - 1996 م). فتح الباري شرح صحيح البخاري (ط. الأولى). المدينة النبوية: مكتبة الغرباء الأثرية - المدينة النبوية. الحقوق: مكتب تحقيق دار الحرمين - القاهرة. ج. الجُزء الثاني. ص. 162-163-164. مؤرشف من الأصل في 29 سبتمبر 2021. {{استشهاد بكتاب}}: تحقق من التاريخ في: |تاريخ= (مساعدة)
29. ↑  خالد الحمودي. أم المؤمنين زينب بنت جحش. دار القاسم. ص. 6. مؤرشف من الأصل في 2021-09-28.
30. ↑  الخراط (1998)، ص. 67.
31. ↑  علي سامي النشار (1983). شهداء الإسلام في عهد النبوة. دار الكتب العلمية. ص. 30. ISBN:978-2-7451-1015-2. مؤرشف من الأصل في 2021-09-11.
32. 1 2 3  العاملي، جعفر مرتضى. "الصحيح من سيرة النبي الأعظم (ص) ج. 14 ص. 39-82". موقع الميزان. مؤرشف من الأصل في 2022-01-06. اطلع عليه بتاريخ 2022-01-06. {{استشهاد ويب}}: تحقق من قيمة |مسار= (مساعدة)
33. 1 2  أبو الحسن علي بن عمر بن أحمد بن مهدي بن مسعود بن النعمان بن دينار البغدادي الدارقطني؛ حققه وضبط نصه وعلق عليه: شعيب الارنؤوط، حسن عبد المنعم شلبي، عبد اللطيف حرز الله، أحمد برهوم (1424 هـ - 2004 م). سنن الدارقطني (ط. الأولى). بيروت - لبنان: مؤسسة الرسالة. ج. الجُزء الرابع. ص. 461. مؤرشف من الأصل في 29 سبتمبر 2021. {{استشهاد بكتاب}}: تحقق من التاريخ في: |تاريخ= (مساعدة)
34. ↑  "قصة وحكمة زواج النبي من زينب بنت جحش - إسلام ويب - مركز الفتوى". إسلام ويب. مؤرشف من الأصل في 2020-11-01. اطلع عليه بتاريخ 2022-01-07.
35. ↑  الخطيب الشربيني، شمس الدين محمد بن أحمد (1 يناير 2017). تفسير الخطيب الشربيني (السراج المنير). دار الكتب العلمية. ج. ج. 3. ص. 317. مؤرشف من الأصل في 2022-01-07.
36. ↑  ابن سعد (1990)، ج. 8، ص. 81.
37. ↑  البلاذري (1978). أنساب الأشراف. تحقيقُ: عبد العزيز الدوري. بيروت: جمعية المستشرقين الألمانية. ج. الجُزء الأول. ص. 436. مؤرشف من الأصل في 2021-12-07.
38. ↑  أبو الحسن علي بن محمد بن حبيب الماوردي. "تفسير الماوردي - تفسير سورة الأحزاب - تفسير قوله تعالى: {وإذ تقول للذي أنعم الله عليه وأنعمت عليه أمسك عليك زوجك واتق الله}". دار الكتب العلمية. ص. 406-407. مؤرشف من الأصل في 2020-11-12. اطلع عليه بتاريخ 2022-01-06.
39. ↑  ابن سعد (1990)، ج. 8، ص. 90.
40. ↑  الصالحي الشامي؛ تحقيق وتعليق: الشيخ عادل أحمد عبد الموجود، الشيخ علي محمد معوض (1414 هـ - 1993 م). سبل الهدى والرشاد في سيرة خير العباد (ط. الأولى). بيروت - لبنان: دار الكتب العلمية. ج. الجُزء الحادي عشر. ص. 201. مؤرشف من الأصل في 6 يناير 2022. {{استشهاد بكتاب}}: تحقق من التاريخ في: |تاريخ= (مساعدة)
41. ↑  محمد بن إسحاق بن يسار المطلبي بالولاء، المدني؛ تحقيق: سهيل زكار (1398هـ /1978م). سيرة ابن إسحاق (ط. الأولى). بيروت: دار الفكر. ص. 262. مؤرشف من الأصل في 6 يناير 2022. {{استشهاد بكتاب}}: تحقق من التاريخ في: |تاريخ النشر= (مساعدة)
42. ↑  أبو الفداء إسماعيل بن عمر بن كثير القرشي البصري ثم الدمشقي (1407 هـ - 1986 م). البداية والنهاية. دار الفكر. ج. الجُزء الرابع. ص. 145. مؤرشف من الأصل في 29 سبتمبر 2021. {{استشهاد بكتاب}}: تحقق من التاريخ في: |تاريخ النشر= (مساعدة)
43. ↑  الصفدي؛ المحقق: أحمد الأرناؤوط وتركي مصطفى (1420هـ- 2000م). الوافي بالوفيات. بيروت: دار إحياء التراث. ج. الجُزء الخامس عشر. ص. 39. مؤرشف من الأصل في 29 سبتمبر 2021. {{استشهاد بكتاب}}: تحقق من التاريخ في: |تاريخ= (مساعدة)
44. ↑  عبد الملك بن هشام؛ تحقيقُ: مصطفى السقا وإبراهيم الأبياري وعبد الحفيظ الشلبي (1375هـ - 1955 م). سيرة ابن هشام (ط. الثانية). شركة مكتبة ومطبعة مصطفى البابي الحلبي وأولاده بمصر. ج. الجُزء الثاني. ص. 482. مؤرشف من الأصل في 14 أغسطس 2021. {{استشهاد بكتاب}}: تحقق من التاريخ في: |تاريخ النشر= (مساعدة)
45. ↑  جلال الدين عبد الرحمن بن أبي بكر/السيوطي (2015). طارق فتحي السيد (المحرر). الدر المنثور في التفسير المأثور. دار الكتب العلمية. ج. الجزء الخامس. ص. 383. مؤرشف من الأصل في 2022-01-27.
46. ↑  سعيد أيوب. زوجات النبي (ص). دار الهادي. ص. 70. مؤرشف من الأصل في 2021-11-04.
47. ↑  البغوي ، أبو محمد؛ المحقق: حققه وخرج أحاديثه محمد عبد الله النمر - عثمان جمعة ضميرية - سليمان مسلم الحرش (1417 هـ - 1997 م). تفسير البغوي (ط. الرابعة). دار طيبة للنشر والتوزيع الطبعة. ج. الجًزء السادس. ص. 369. مؤرشف من الأصل في 29 سبتمبر 2021. {{استشهاد بكتاب}}: تحقق من التاريخ في: |تاريخ النشر= (مساعدة)
48. ↑  البداية والنهاية، ابن كثير، تزويجه بزينب بنت جحش 45 نسخة محفوظة 05 2يناير5 على موقع واي باك مشين.
49. ↑  انظر:

  - محمد بن إسماعيل أبو عبد الله البخاري الجعفي؛ المحقق: محمد زهير بن ناصر الناصر (1422هـ). صحيح البخاري (ط. الأولى). دار طوق النجاة. ج. الجُزء السابع. ص. 44، الحديث: 5267. مؤرشف من الأصل في 2021-09-25.
  - "زوجة النبي التي شرب عندها العسل.. والتعريف بمسند الربيع". إسلام ويب. الأربعاء 8 صفر 1435 هـ - 11-12-2013 م. مؤرشف من الأصل في 2021-01-16. {{استشهاد ويب}}: تحقق من التاريخ في: |تاريخ= (مساعدة)

  - "الدرر السنية - الموسوعة الحديثية". شبكة الدرر السنية. مؤرشف من الأصل في 2021-09-25.

  - الجامع لأحكام القرآن، سورة التحريم، قوله تعالى يا أيها النبي لم تحرم ما أحل الله لك  إسلام ويب
  - تفسير مجمع البيان، للشيخ الطبرسي، ج. 10، ص. 55 - المكتبة الشيعية
  - بحار الأنوار، للمجلسي، ج. 22، ص. 229- المكتبة الشيعية
50. 1 2  يوسف بن عبد الرحمن بن يوسف، أبو الحجاج، جمال الدين ابن الزكي أبي محمد القضاعي الكلبي المزي؛ المحقق: د. بشار عواد معروف (1400 - 1980). تهذيب الكمال في أسماء الرجال (ط. الأولى). بيروت: مؤسسة الرسالة. ج. الجُزء الخامس والثلاثون. ص. 184-185. مؤرشف من الأصل في 2021-08-25. {{استشهاد بكتاب}}: تحقق من التاريخ في: |تاريخ النشر= (مساعدة)
51. ↑  "أم المؤمنين زينب بنت جحش". شبكة الألوكة. مؤرشف من الأصل في 2021-09-28.
52. ↑  الذهبي (1985). سير أعلام النبلاء. المحقق: مجموعة من المحققين بإشراف الشيخ شعيب الأرناؤوط (ط. الأولى). مؤسسة الرسالة. ج. الجُزء الثاني. ص. 218. مؤرشف من الأصل في 2021-09-29.
53. ↑  ابن عبد البر؛ تحقيقُ: علي محمد البجاوي (1412 هـ - 1992 م). الاستيعاب في معرفة الأصحاب (ط. الأولى). بيروت: دار الجيل. ج. الجُزء الرابع. ص. 1852. مؤرشف من الأصل في 2021-09-15. {{استشهاد بكتاب}}: تحقق من التاريخ في: |تاريخ النشر= (مساعدة)
54. ↑  ياسين بن خير الله بن محمود بن موسى الخطيب العمري. الروضة الفيحاء في أعلام النساء. ص. 53. مؤرشف من الأصل في 2021-09-25.
55. ↑  مسلم بن الحجاج؛ المحقق: محمد فؤاد عبد الباقي. صحيح مسلم. بيروت: دار إحياء التراث العربي. ج. الجُزء الرابع. ص. 1907، الحديث: 2452. مؤرشف من الأصل في 2021-09-29.
56. ↑  ابن سعد (1990)، ج. 8، ص. 86.
57. ↑  أبو عبد الله الحاكم محمد بن عبد الله بن محمد بن حمدويه بن نُعيم بن الحكم الضبي الطهماني النيسابوري المعروف بابن البيع؛ تحقيق: مصطفى عبد القادر عطا (1411 - 1990). المستدرك على الصحيحين (ط. الأولى). بيروت: دار الكتب العلمية. ج. الجُزء الرابع. ص. 25. مؤرشف من الأصل في 20 نوفمبر 2021. {{استشهاد بكتاب}}: تحقق من التاريخ في: |تاريخ النشر= (مساعدة)
58. ↑  ابن سعد (1990)، ج. 8، ص. 89.
59. ↑  ابن سعد (1990)، ج. 8، ص. 88.
60. ↑  "شرح حديث: أكلت مغافير". إسلام ويب. السبت 29 ذو الحجة 1434 هـ - 2-11-2013 م. مؤرشف من الأصل في 2021-08-24. {{استشهاد ويب}}: تحقق من التاريخ في: |تاريخ= (مساعدة)
61. ↑  "الموسوعة الحديثية". شبكة الدرر السنية. مؤرشف من الأصل في 2021-07-05. اطلع عليه بتاريخ 2021-09-28.

### بيانات المراجع
- ابن سعد، محمد البغدادي (1990). الطبقات الكبرى. تحقيقُ: محمد عبد القادر عطا (ط. الأولى). بيروت: دار الكتب العلمية. مؤرشف من الأصل في 2021-09-13.
- الخراط، أمينة عمر (1998). أم المؤمنين زينب الصالحة العابدة أم المساكين. دار القلم، دمشق الطبعة الأولى. مؤرشف من الأصل في 2021-09-11. {{استشهاد بكتاب}}: يحتوي الاستشهاد على وسيط غير معروف وفارغ: |الرقم المعياري= (مساعدة)

## وصلات خارجية
- زينب بنت جحش - موقع قصة الإسلام.
- أم المؤمنين .. زينب بنت جحش - موقع البيان.
- زينب بنت جحش - موقع إسلام ويب.